# Caullery

Caullery este o comună în departamentul Nord, Franța. În 1 ianuarie 2022 avea o populație de 464 de locuitori.